# Stapelia vetula
Stapelia vetula là một loài thực vật có hoa trong họ La bố ma. Loài này được Masson miêu tả khoa học đầu tiên năm 1797.